# David Sousa
David Sousa, właśc. Francisco David Sousa Franquelo (ur. 3 lutego 1980 w Maladze) – hiszpański piłkarz, występujący na pozycji pomocnika.

## Życiorys
W 1997 roku wystąpił na mistrzostwach świata U-17, gdzie strzelił dwa gole i zdobył z reprezentacją brązowy medal. Seniorską karierę rozpoczynał w rezerwach Realu Madryt. Nigdy nie zagrał w pierwszym zespole Realu i w 2002 roku przeszedł do Realu Valladolid. W barwach Valladolid rozegrał 43 mecze w Primera División, zanim w sezonie 2003/2004 spadł z klubem z ligi. Mimo to pozostał w Valladolid do 2006 roku, po czym został piłkarzem Getafe CF. W rundzie jesiennej sezonu 2008/2009 nie zagrał ani jednego meczu w klubie i w rundzie wiosennej reprezentował Rayo Vallecano. Po zakończeniu sezonu przeszedł do Albacete Balompié, gdzie grał w Segunda División przez dwa lata. Po spadku klubu do trzeciej ligi przez pół roku grał w FC Cartagena, po czym na początku 2012 roku podpisał kontrakt z cypryjskim Nea Salamina, w którym występował półtora roku, po czym wrócił do Hiszpanii i występował w Xerez CD. W 2014 roku zakończył karierę.

## Statystyki ligowe
| Sezon         | Klub                   | Liga                      | Mecze | Gole |
| ------------- | ---------------------- | ------------------------- | ----- | ---- |
| 1998/1999     | Real Madryt B          | Segunda División B        | 10    | 0    |
| 1999/2000     | Real Madryt B          | Segunda División B        | 30    | 5    |
| 2000/2001     | Real Madryt B          | Segunda División B        | 30    | 5    |
| 2001/2002     | Real Madryt B          | Segunda División B        | 36    | 8    |
| 2002/2003     | Real Valladolid        | Primera División          | 19    | 0    |
| 2003/2004     | Real Valladolid        | Primera División          | 24    | 3    |
| 2004/2005     | Real Valladolid        | Segunda División          | 31    | 3    |
| 2005/2006     | Real Valladolid        | Segunda División          | 29    | 5    |
| 2006/2007     | Getafe CF              | Primera División          | 15    | 0    |
| 2007/2008     | Getafe CF              | Primera División          | 13    | 3    |
| 2008/2009 (j) | Getafe CF              | Primera División          | 0     | 0    |
| 2008/2009 (w) | Rayo Vallecano         | Segunda División          | 17    | 1    |
| 2009/2010     | Albacete Balompié      | Segunda División          | 35    | 3    |
| 2010/2011     | Albacete Balompié      | Segunda División          | 28    | 2    |
| 2011/2012 (j) | FC Cartagena           | Segunda División          | ?     | ?    |
| 2011/2012 (w) | Nea Salamina Famagusta | Protathlima A’ Kategorias | 10    | 0    |
| 2012/2013     | Nea Salamina Famagusta | Protathlima A’ Kategorias | 16    | 1    |
| 2013/2014     | Xerez CD               | Tercera División          | ?     | ?    |